# 澳大利亚各州总督
澳大利亚各州的总督（州督）（英語：Governor）是澳大利亚君主在澳大利亚的六个州的代表。州的總督是各州名义上的行政长官，在各州行使的宪政及仪式职责与澳大利亚总督在全国（联邦）层面行使的职责一样。就宪政结构来说，州總督不隶属于聯邦总督之下，而是对君主直接负责。实际上，除了一些特例情况下，州督按照宪政惯例必须按照各州州长(州總理)（英語：Premier）或其他州内阁阁员的建议行事。

## 创立
总督（英語：governor，早期称“governor in chief”）职位是澳大利亚最早的宪政职位。这一头衔最早使用者是新南威尔士总督，设立于1788年英国在澳洲的第一个居民点（现在的悉尼）设立时。其他五个后来设立的州原来也是英国殖民地，英国政府也分别任命了总督，在各殖民地行使行政权。各殖民地的首任总督如下：
- 新南威尔士州：亚瑟·菲利普海军上校（1788年2月7日就任）
- 西澳州：詹姆士·史特灵海军上校（1832年2月6日就任）
- 南澳州：约翰·欣德马什海军上校（John Hindmarsh)(1836年12月28日就任）
- 塔斯马尼亚州：亨利·杨爵士（Henry Fox Young）（1855年1月8日就任）
- 维多利亚州：查尔斯·霍瑟姆爵士（Charles Hotham）（1855年5月22日就任）
- 昆士兰州：喬治·弗格森·鮑文爵士（1859年12月10日）

新南威尔士和南澳州首任总督在殖民地设立当日获得任命。其他的殖民地都在殖民点建立之后若干年才有任命总督。其中，昆士兰的殖民点在1824年建立，但直到1859年才从新南威尔士分离，并有分别的总督任命。塔斯马尼亚、维多利亚和西澳州建立之初都由副督（Lieutenant-Governor）负责行政。塔斯马尼亚殖民地建立于1804年，西澳州1828年，维多利亚1835年。
新南威尔士和塔斯马尼亚建立时都是罪犯流放地，因此早期总督（塔省的副督）拥有几乎绝对的权力。尤其是塔省早期几乎是作为监狱管理。总督同时兼任军队总司令，下属的军队为其权力提供实际的保证。但从19世纪20年代起，由于各殖民地的自由移民日渐增多，因此各个殖民地都进行了一系列的宪政改革，总督的权力逐渐减弱。1825年，新南威尔士建立了第一个立法机构，新南威尔士立法局。维多利亚，南澳洲和西澳州从建立起就不是流放殖民地，因此建立后就很快的向宪政政府迈进。

## 现任各州总督
| 姓名              | 图片 | 头衔           | 上任时间      |
| ----------------- | ---- | -------------- | ------------- |
| 珍妮特·楊         |      | 昆士蘭總督     | 2021年11月1日 |
| 孫芳安            |      | 南澳州總督     | 2021年10月7日 |
| 芭芭拉·貝克       |      | 塔斯马尼亚总督 | 2021年6月16日 |
| 瑪格麗特·加德納   |      | 維多利亞總督   | 2023年8月9日  |
| 克里斯·道森(州長) |      | 西澳州總督     | 2022年7月15日 |
| 瑪格麗特·比茲利   |      | 新南威爾士總督 | 2019年5月2日  |

### 现任领地行政官
| 姓名           | 图像 | 地区                      | 任期          | 头衔                 |
| -------------- | ---- | ------------------------- | ------------- | -------------------- |
| 佐治·普朗特    |      | 诺福克岛                  | 2023年6月1日  | 诺福克岛行政官       |
| Farzian Zainal |      | 圣诞岛 科克斯（基靈）群島 | 2023年6月19日 | 澳属印度洋领地行政官 |
| Hugh Heggie    |      | 北领地                    | 2023年2月2日  | 北领地行政官         |